# Бродвей — Лафайетт-стрит / Бликер-стрит (Нью-Йоркское метро)
Бродвей — Лафайетт-стрит / Бликер-стрит (англ. Broadway — Lafayette Street / Bleecker Street) — один из пересадочных узлов Нью-Йоркского метрополитена. Он является подземным и расположен в Манхэттене, на границе округов Сохо и Нохо (которой является Хаустон-стрит), на пересечении Бродвея с Лафайетт- и Хаустон-стрит.
В пересадочный узел входят станции следующих линий:
- линия Лексингтон-авеню, Ай-ар-ти,
- линия Шестой авеню, Ай-эн-ди.

На станциях пересадочного узла останавливаются маршруты:
- 4 (ночью),
- 6, D, F (круглосуточно),
- <6> (в будни днём в пиковом направлении),
- B (в будни днём и вечером до 23:00),
- <F> (в часы пик в пиковом направлении),
- M (в будни днём и вечером).

До 25 сентября 2012 года станция Бликер-стрит входила в состав пересадочного узла только наполовину. Переход осуществлялся только с её западной платформы (на Нижний Манхэттен). На восточную платформу бесплатного перехода не было, так как боковые платформы этой станции были сильно смещены друг относительно друга. Этот «односторонний» переход в течение 55 лет являлся единственным таким во всей системе подземки.
В 2005—2009 годах управляющей компанией (МТА) было выделено $50 000 000 на ремонт этой станции. 25 сентября 2012 года пересадочный узел объединил в себе обе станции полностью, а также стал доступным для инвалидов, так как проект реконструкции предусматривал строительство лифтов.

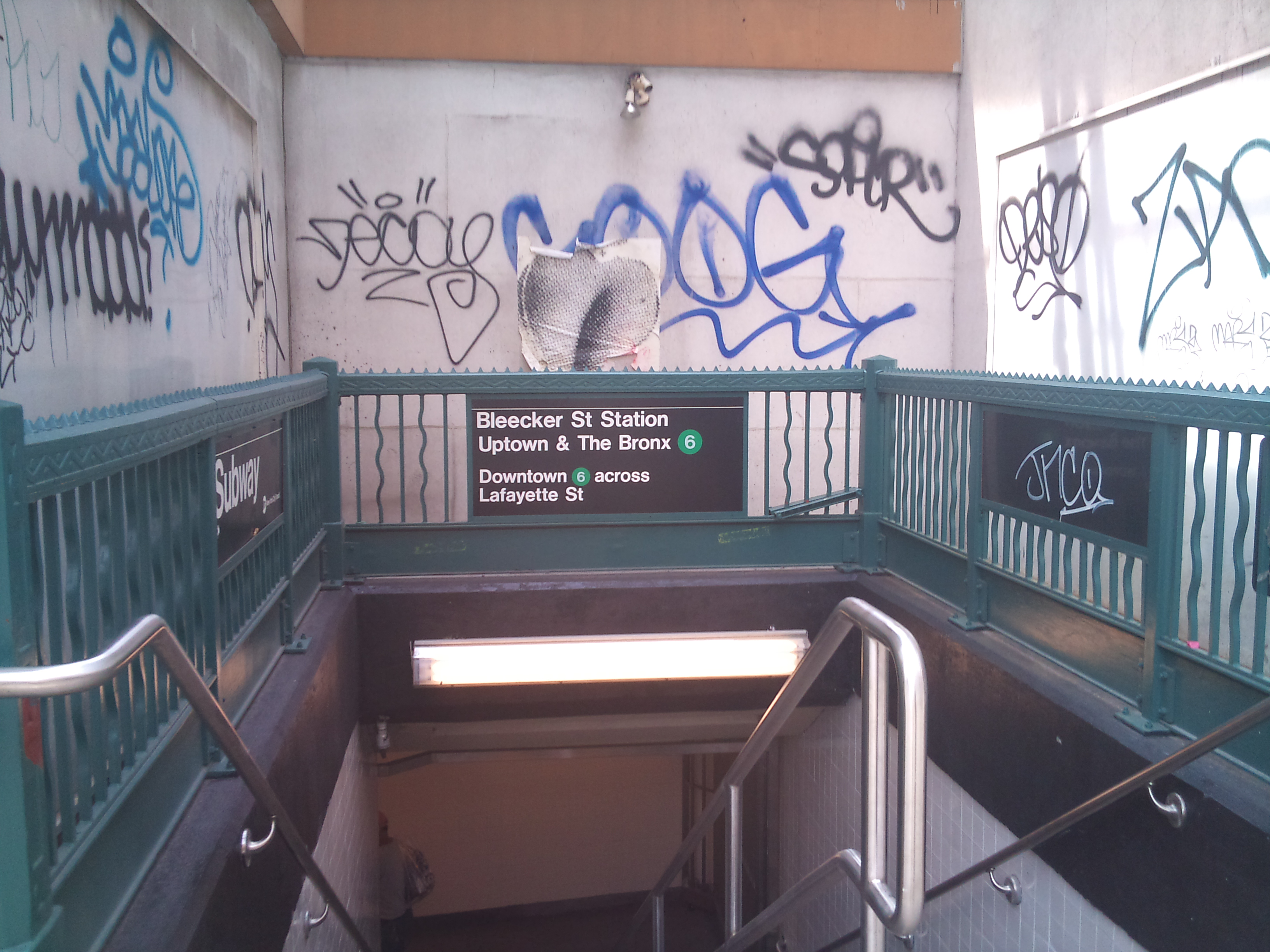
Вход на платформу IRT северного направления в 2010 году, когда она ещё не входила в пересадочный узел
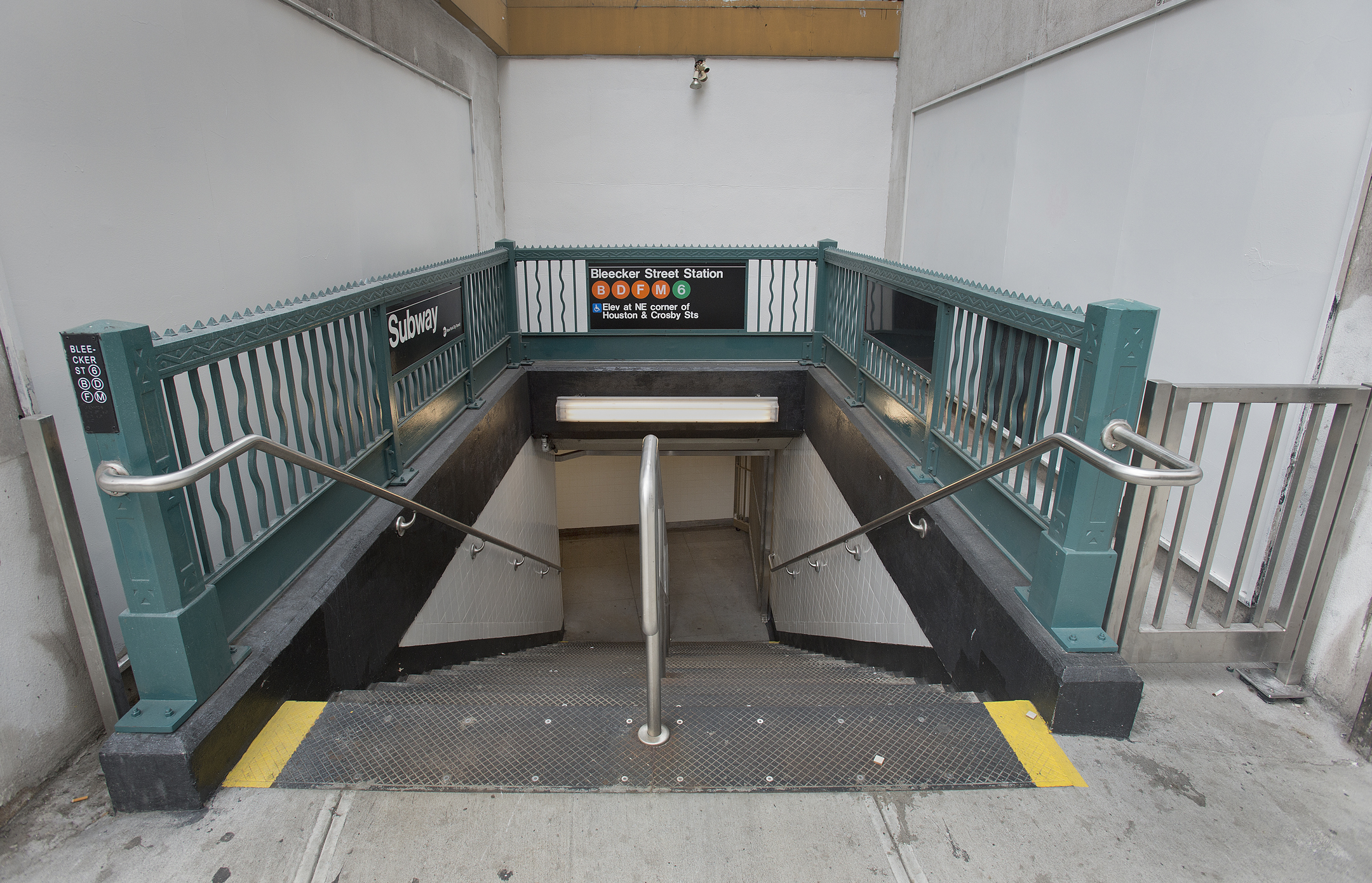
Тот же вход после соединения этой платформы с остальной частью пересадочного узла в 2012 году

## Платформы линии Лексингтон-авеню, Ай-ар-ти
|   |     |     |     |     |   |
| · | · л | · э | · э | · л | · |

|   |     |     |     |     |   |
| · | · л | · э | · э | · л | · |

«Бликер-стрит» (англ. Bleecker Street) — станция Нью-Йоркского метрополитена, расположенная на линии Лексингтон-авеню, Ай-ар-ти.  На станции останавливаются маршруты: 4 (ночью), 6 (круглосуточно) и <6> (в будни днём в пиковом направлении). Станцию проходят без остановки маршруты 4 (круглосуточно, кроме ночи) и 5 (круглосуточно, кроме ночи). Она представлена двумя боковыми платформами, обслуживающими два локальных пути.
Станция была открыта 27 октября 1904 года в составе первой очереди сети Interborough Rapid Transit Company (IRT). В это время поезда ходили от станции Сити-холл до 145-й улицы.

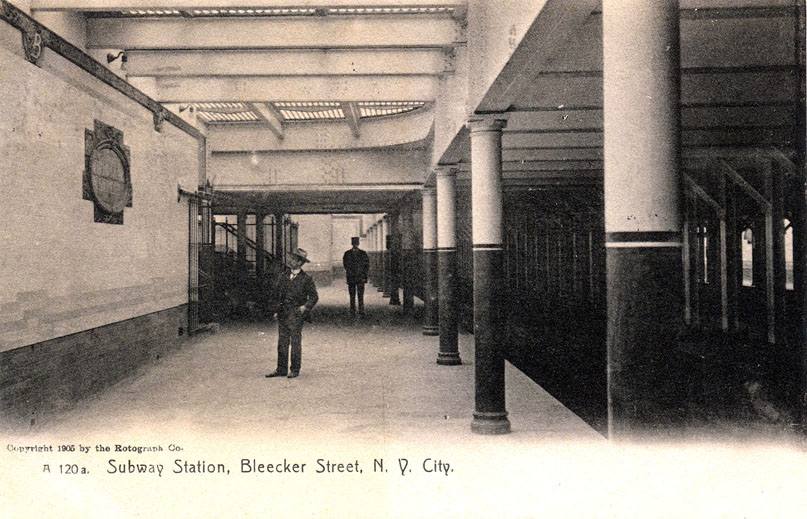
Фото станции 1905 года
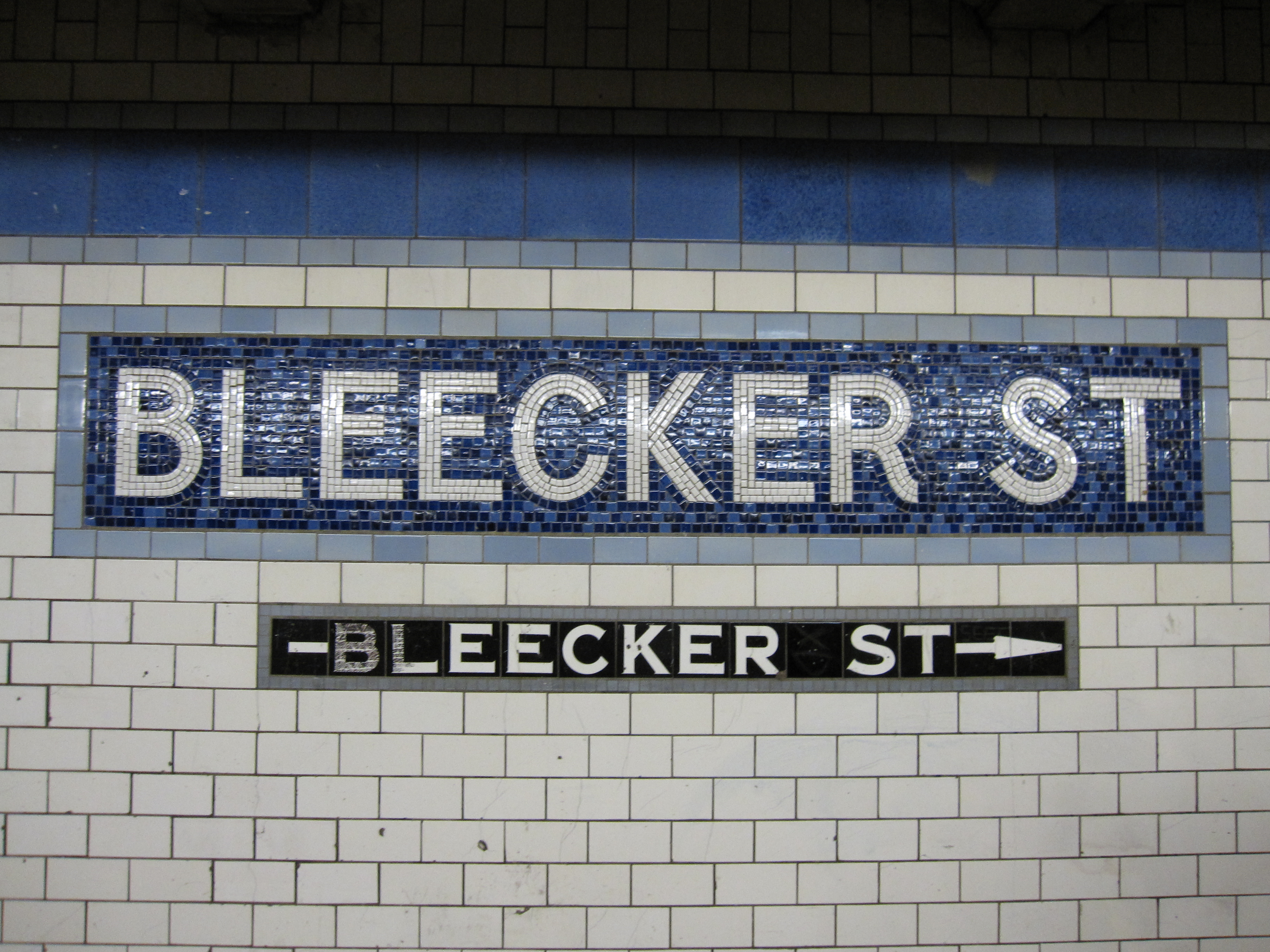
Именная мозаика
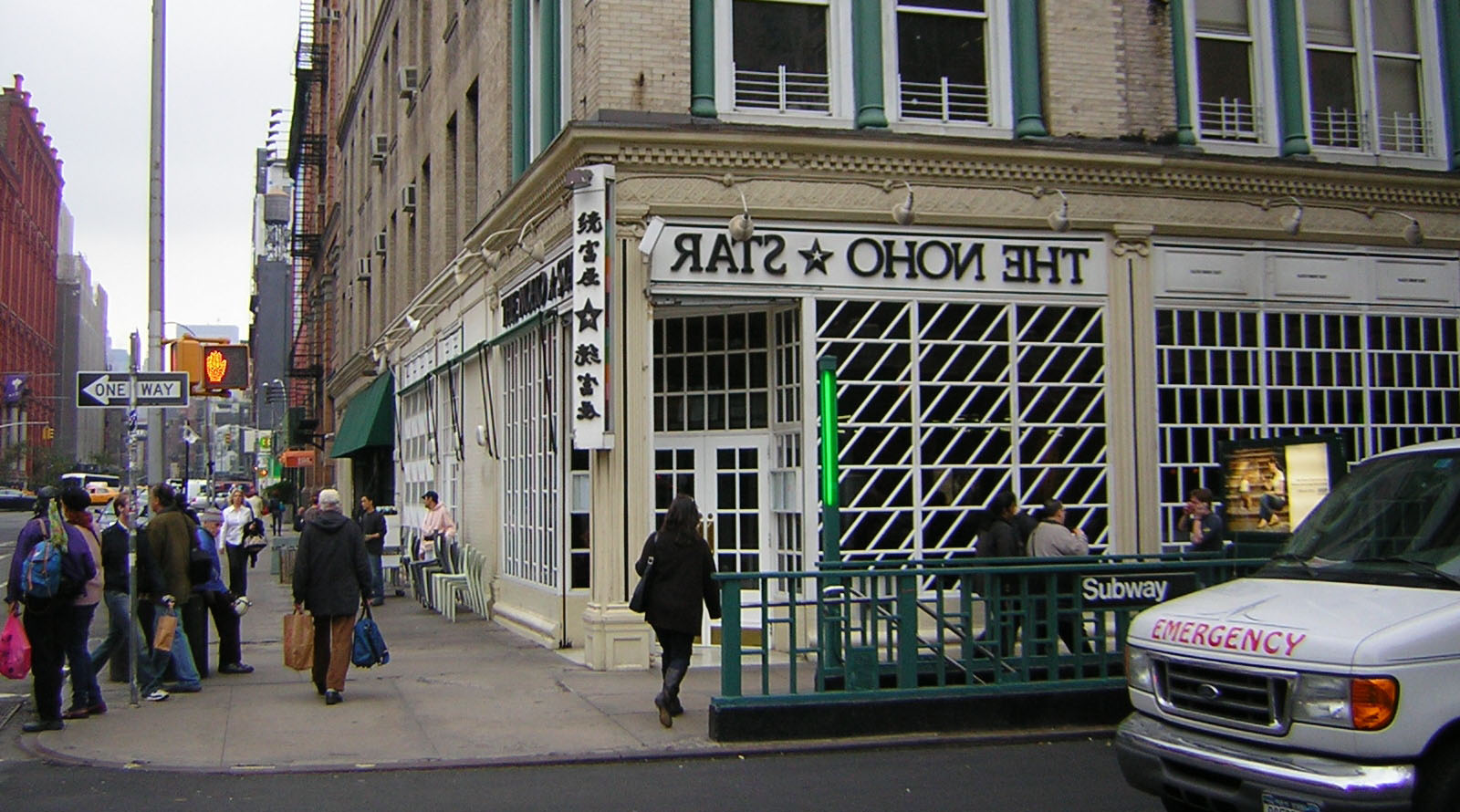
Вход на станцию

## Платформы линии Шестой авеню, Ай-эн-ди
|     |   |   |     |     |   |   |     |
| · л | · | · | · э | · э | · | · | · л |

|     |   |   |     |     |   |   |     |
| · л | · | · | · э | · э | · | · | · л |

«Бродвей — Лафайетт-стрит» (англ. Broadway–Lafayette Street) — станция Нью-Йоркского метрополитена, расположенная на линии Шестой авеню, Ай-эн-ди.  На станции останавливаются маршруты: B (в будни днём и вечером до 23:00), D (круглосуточно), F (круглосуточно), <F> (в часы пик в пиковом направлении) и M (в будни днём и вечером). Экспресс-пути используются маршрутами B (в будни днём и вечером до 23:00) и D (круглосуточно). Локальные пути используются маршрутами: F (круглосуточно), <F> (в часы пик в пиковом направлении) и M (в будни днём и вечером). Станция расположена в Манхэттене под Хаустон-стрит между Бродвеем и Лафайетт-стрит.
Станция была открыта 1 января 1936 года. Она представляет собой две островные платформы и четыре пути. Экспресс-поезда останавливаются с внутренней стороны платформ, а локальные с внешней. Станция отделана в синих цветах — в этот цвет окрашены как стены, так и колонны. Названия станции располагаются на стенах, некоторых колоннах и вывесках. Станция имеет три выхода и, следовательно, три турникетных зала. Выход находится в центральной части обеих платформ.
Севернее станции есть съезд между восточными путями. Ближе к следующей станции — Уэст Четвёртая улица — Вашингтон-сквер — имеется съезд с локальных путей на локальные пути линии Восьмой авеню, при этом локальные поезда проходят сложную систему стрелок.
К востоку от станции линия разветвляется на три, в том числе её локальные пути образуют две линии. Одно продолжение локальных, исторически первое, идёт на восток и далее на юг, начиная через несколько станций линию Калвер (маршруты F и <F>). Другое продолжение локальных поворачивает на юг и далее опять на восток, примыкая к линии Нассо-стрит (маршрут M) и образуя с предыдущим пересадочный узел Деланси-стрит / Эссекс-стрит. Центральные экспресс-пути поворачивают на юг и после станции Гранд-стрит попадают на северную сторону Манхэттенского моста (маршруты B и D). Последние два из трёх названных продолжений, включая станцию Гранд-стрит, были открыты в 1967 году и известны как соединение Кристи-стрит, которое позволило связать в единую сеть метрополитена части, принадлежавшие бывшим компаниям IND и BMT.

## Соседние станции
| Условные обозначения |
| для дней и часов работы маршрутов (более точно указано во всплывающих подсказках при этих обозначениях): |
| --- |
| круглосуточно круглосуточно, кроме ночи круглосуточно, кроме будней днём (либо часов пик) в пиковом направлении в будни днём (и, возможно, вечером) в будни круглосуточно в часы пик в будни днём (либо в часы пик) в пиковом направлении в будни днём (либо в часы пик) в направлении, обратном пиковому в выходные ночью ночью и в выходные (и, возможно, вечером) нет движения поездов |

| Предыдущая станция                                     | ЛинияНазвание станции                                 | Следующая станция                                                 |
| ------------------------------------------------------ | ----------------------------------------------------- | ----------------------------------------------------------------- |
| Астор-Плейс · (4 6 <6>)                                | линия Лексингтон-авеню, Ай-ар-ти Бликер-стрит         | Спринг-стрит · (4 6 <6>)                                          |
| Уэст Четвёртая улица — Вашингтон-сквер · (B D F <F> M) | линия Шестой авеню, Ай-эн-ди Бродвей — Лафайетт-стрит | Вторая авеню · (F <F>) · Гранд-стрит · (B D) · Эссекс-стрит · (M) |